# Tarantines
Les Tarantines étaient une civilisation issue de la tribu des Micmacs des Amérindiens, habitant au nord de la Nouvelle-Angleterre, plus particulièrement sur le littoral du Maine. Le nom Tarantine est un mot issu de la tribu des Massachusetts employé pour mentionner la tribu des Micmacs,.
Dans les trois premières décennies du XVII° siècle, les Tarantines avait une réputation belliqueuse avec leurs voisins du sud-ouest. Les Tarantines furent épargnés de l'épidémie de 1617 qui dévasta les populations Amérindiennes au sud, laissant les tribus voisines grandement en minorité. En raison de leur proximité aux fourreurs du Maine et du Québec, les Tarantines eurent accès aux armes à feu, leur donnant également un avantage technologique.